# Tischfernsprecher W 28

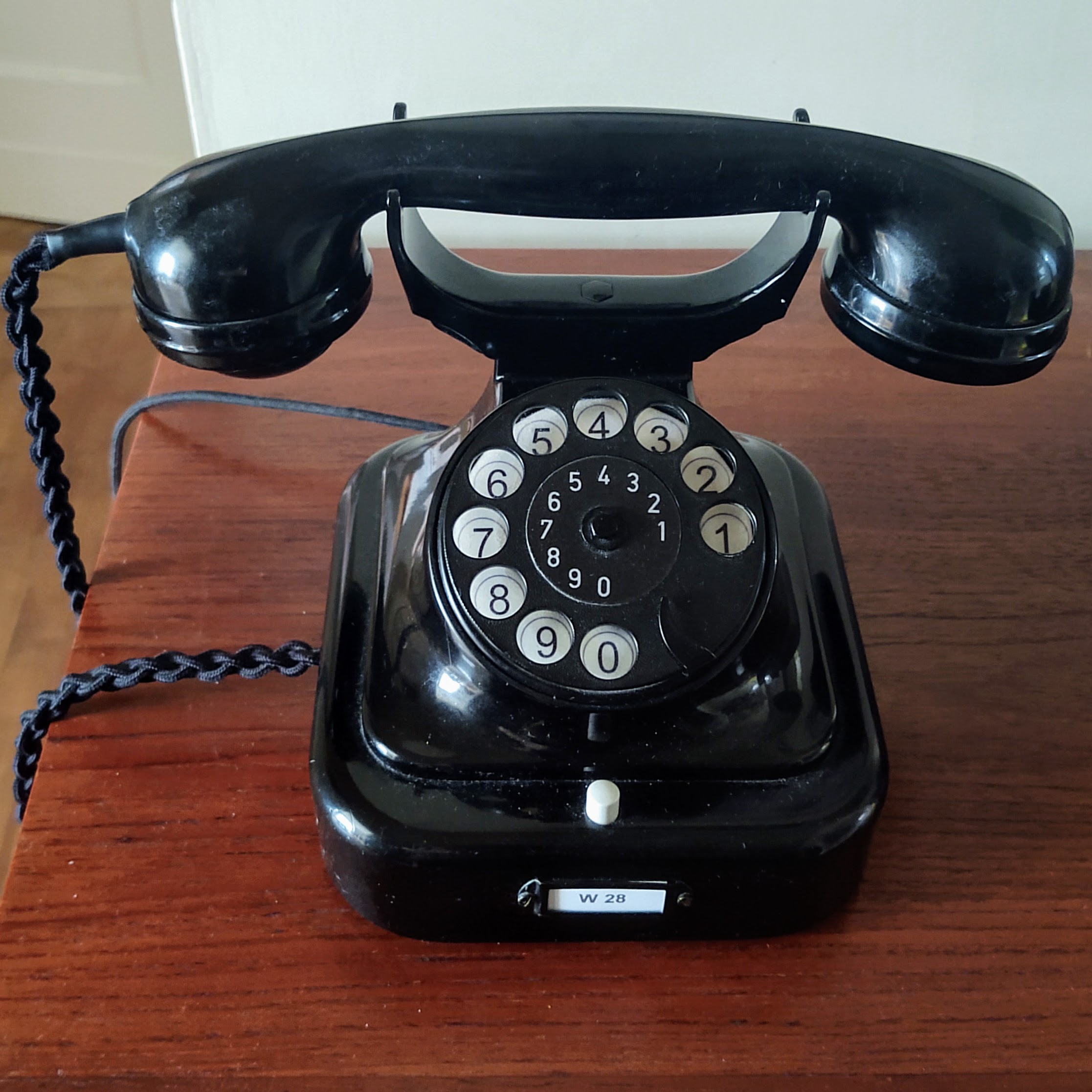
Tischwählapparat W28 „Reichspostausführung“, schwarz mit Erdtaste und strukturierter Bakelit-Fingerlochscheibe

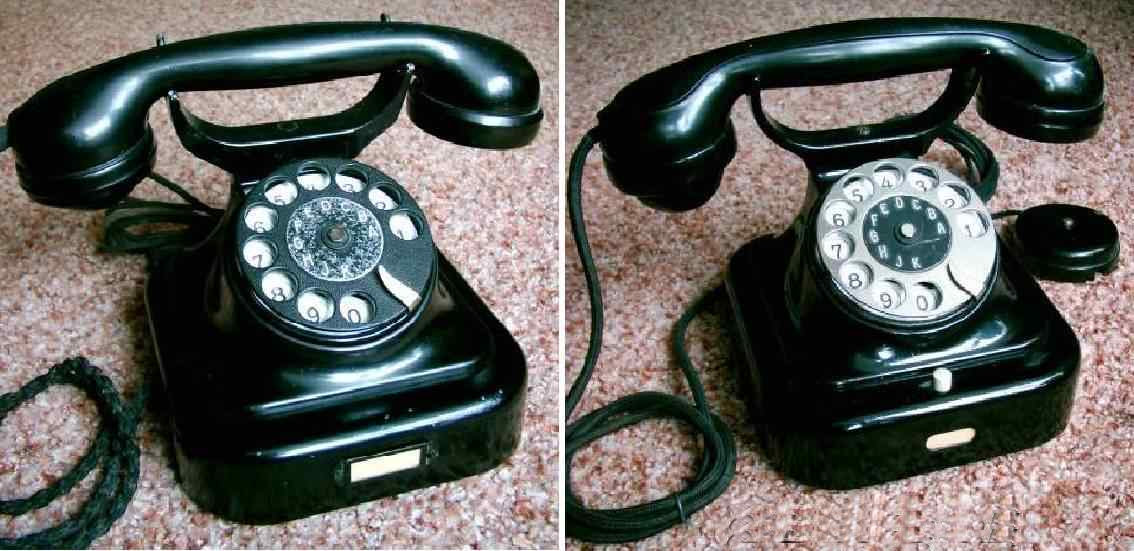
Links ein W 28 der Deutschen Reichspost ohne, rechts ein Nebenstellen-Apparat SA 28 mit Erdtaste

Der analoge Tischapparat W 28 (Wählapparat 28) wurde etwa ab 1925 von Siemens & Halske entwickelt und ab 1928 von verschiedenen Herstellern für die Deutsche Reichspost gebaut. Er löste den bisherigen Tischapparat W 24 als Standardtelefon der Reichspost ab. Der W 28 ist einer der ersten modernen Tisch-Fernsprecher in kompakter Bauweise.  Dieses recht kleine, fast quadratische Gehäuse hat aber auch Nachteile bei einer Reparatur: die meisten Bauteile befinden sich auf engem Raum im Gehäuseunterteil (nicht wie bisher üblich auf der Bodenplatte) und sind deswegen zum Teil schwer zugänglich. Das von Siemens nahezu gleichzeitig entwickelte Modell 29, unter dem Namen Hockender Hund bekannt, schaffte es nicht in die Serienproduktion.

## Das Modell 26
Der direkte Vorgänger beziehungsweise die Vorserie des W 28/SA 28 ist das sogenannte Modell 26 von 1926 (Siemens-Bezeichnung VSa.tist.66.c), das sich schaltungstechnisch überhaupt nicht unterscheidet, aber an drei Seiten des Gehäuses Schlitze aufweist, welche einen lauteren Klingelton ermöglichen. Die Gabel ist einfacher gestaltet, statt eines aufgeschraubten Schilderrähmchens für die eigene Rufnummer hat das Modell 26 eine in das Stahlblechgehäuse gestanzte, kleinere Öffnung an der Vorderseite, hinter die ein Papierstreifen geschoben werden kann. Die Einführung der Hörerschnur befindet sich an der Rückseite des Gehäuses (beim Reichspost-W 28 links), die Fingerlochscheibe (Wählscheibe) besteht aus vernickeltem Messing. Das Oberteil ist aus Zinkdruckguss gefertigt, die Bodenplatte mit zwei langen Schraubenbolzen befestigt, welche gleichzeitig das Oberteil halten. Das Modell 26 ist recht selten zu finden und mittlerweile eine Sammlerrarität.

## SA 28 – die Nebenstellen-Ausführung
Der SA 28 – siehe Foto oben, rechtes Modell – (Selbstwählapparat 28) wurde in Deutschland für Nebenstellenanlagen (Siemens-Bezeichnung Fg.tif.66.a.v.) hergestellt. Er basiert äußerlich und technisch auf dem Modell 26, lediglich die Gehäuseschlitze fehlen. Für andere Länder bzw. in anderen Ländern (Niederlande, Österreich) wurde diese Ausführung etwa bis 1955 gebaut. Bei manchen Modellen ist die Bezeichnung SA 28 in die Bodenplatte eingeschlagen.

## Variante „Bonsai“ – die kleinere Nebenstellen-Ausführung
Ein weiterer Vertreter aus der Familie des W 28 ist das sog. Bonsai. Diese sehr seltene Ausführung trägt die Siemens-Bezeichnung Fg.tist.90 und zeichnet sich vor allem durch seine geringere Gehäusegröße aus, wovon sich auch sein Spitzname ableitet. Dies wurde dadurch erreicht, dass der Wecker nicht im Gehäuse untergebracht war, sondern in einem Beikasten. Dies machte das Bonsai attraktiv für gehobenere Kunden oder Hotels, die auf Beistelltischen oder Nachtschränken ein platzsparendes und durch seine kleinere Form eleganteres Gerät sehen wollten. Das Gehäuse des Bonsai ist nicht, wie bei seinen größeren Verwandten, zweigeteilt, sondern besteht aus einem kompletten Teil aus Pressstoff. Dadurch nimmt es die spätere Formgebung des Modell 36 und seiner abgeleiteten Geräte vorweg. Das Bonsai gab es als schwarze und elfenbeinfarbene Ausführung.

## W 28 – Reichspost-Ausführung
Besondere Merkmale des Reichspost-W-28 sind: Das angeschraubte Schilderrähmchen für die eigene Rufnummer, das zu Reparaturzwecken abnehmbare Oberteil ist nun teilweise aus Bakelit gefertigt, Bodenplatte und Oberteil sind separat verschraubt. Die Zinkdruckguss-Gabel hat an der Unterseite zwei äußerst markante kleine Knicke – sie wirkt dadurch etwas massiver. Die technischen Bauteile sind (außer dem Gabelumschalter und dem mit einer schwarzen Bakelit-Fingerlochscheibe ausgerüsteten Nummernschalter) im unteren Gehäuseteil montiert und nach dem Abnehmen der Metall-Bodenplatte zugänglich (eine Schraube in der Mitte muss gelöst werden). Im Apparat befinden sich hinten zwei Anschlussklemmen für einen Zusatz-Fernhörer.

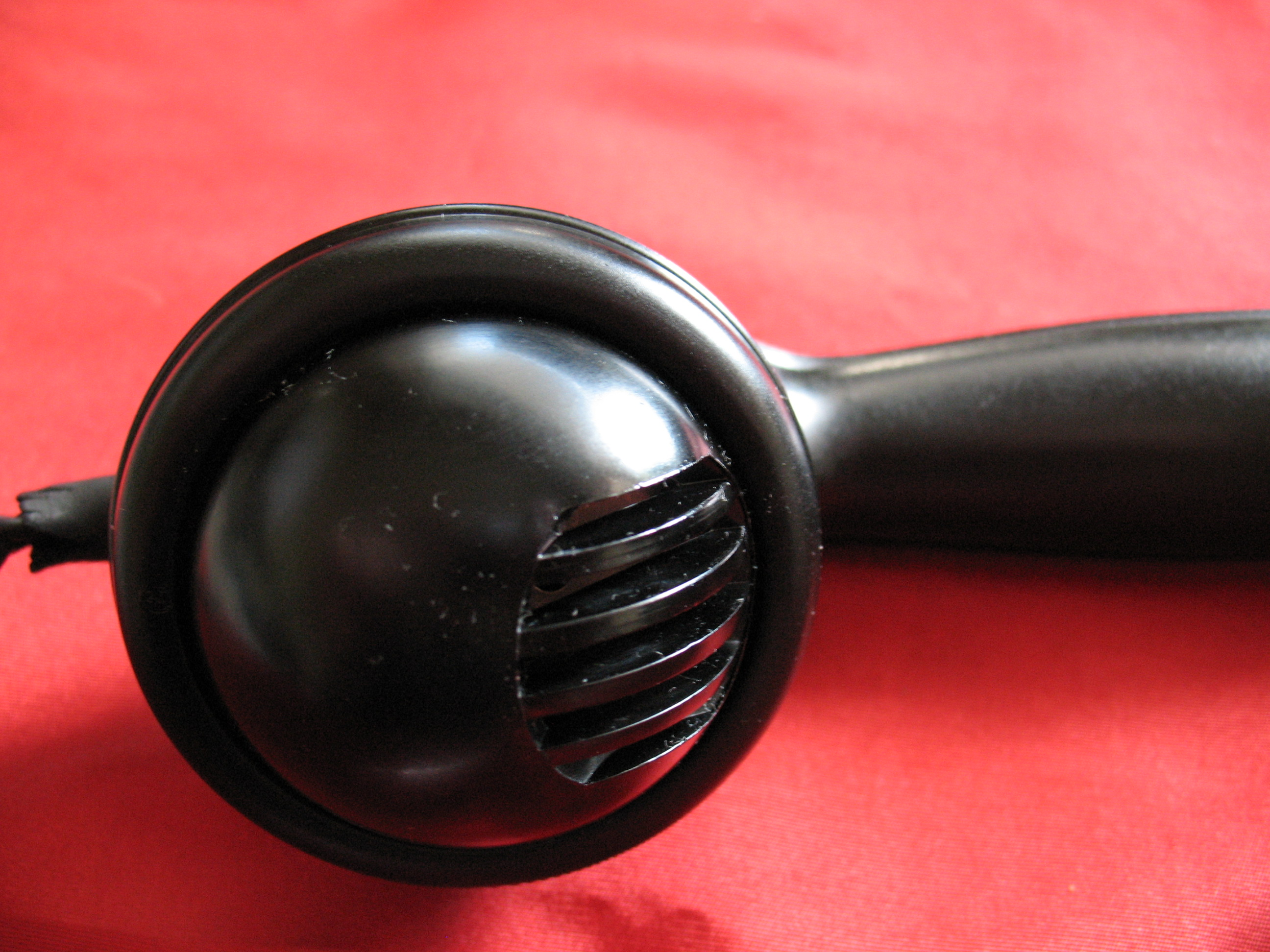
Einsprache eines W 28 Hörers

Der relativ gerade, handliche Telefonhörer aus schwarzem Bakelit mit halbkugelförmiger Einsprache (untere Mikrofonkappe des Hörers) und geflochtener, textilummantelter Hörerschnur ist baugleich zum Modell 26/SA 28. Diese halbkugelförmige Einsprache mit Schlitzen oben hat eine schallbündelnde, verstärkende Wirkung, weil die damaligen Kohlesprechkapseln in ihren akustischen Eigenschaften noch recht schlecht waren. Hör- und Sprechkapseln können mit nur wenigen Handgriffen ausgetauscht werden. Solche genormten Kapseln wurden in stetig verbesserter Qualität bis in die 1990er-Jahre verwendet und sind heute (2013) noch erhältlich. Bei aufgelegtem Hörer ist die Wählfunktion durch eine Sperrklinke mechanisch gesperrt – eine aufgrund der Schaltung des W 28 erforderliche Funktion, um eine unbeabsichtigte Wahl zu verhindern: Der sogenannte NSA (Nummernschalter-Arbeitskontakt) ist noch vor den Gabelumschalter geschaltet. Dadurch werden ohne Sperrfunktion beim Rücklauf der Wählscheibe mit aufgelegtem Hörer Wählimpulse erzeugt. Diese Sperre hat aber auch den nützlichen Nebeneffekt, das ordnungsgemäße Telefonieren (Handapparat abnehmen, Wählton abwarten, Rufnummer wählen) zu erzwingen. Teilweise ist die Bezeichnung W 28 in die Bodenplatte eingeschlagen.

## Änderungen im Laufe der Zeit – Kriegssparmaßnahmen

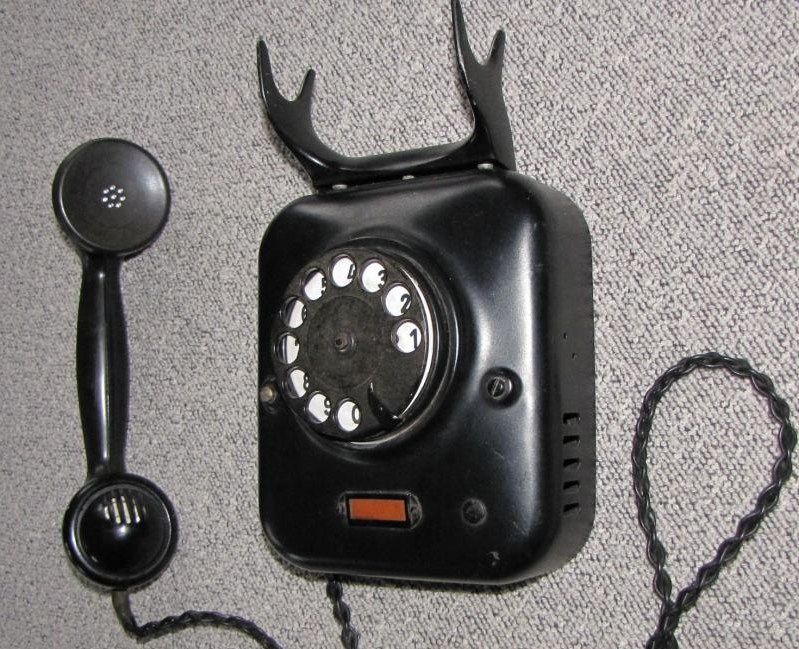
Ein W 28 in Wandausführung

Die ersten W 28/SA 28 bis etwa 1930 wurden mit den massiven Druckguss-Nummernschaltern des Typs N24 aus den Vorgängerapparaten ausgerüstet – danach kam der neu entwickelte leichtere N30 aus Stahlblech zum Einsatz – so wurde auch das Gesamtgewicht reduziert. Die Vorkriegsmodelle und Nebenstellen-Apparate hatten bis etwa Mitte 1938 auf Wunsch eine vernickelte Fingerlochscheibe (Wählscheibe) aus Messing, bei den Reichspost-Modellen besteht sie aus schwarzem, strukturiertem Bakelit. Vernickelte Fingerlochscheiben sehen edler aus, jedoch bekommt man beim Wählen schnell dunkle Ränder an der Fingerkuppe, zudem war die Produktion aufwändiger und teurer. Die Handapparate der frühen Modelle haben noch keine Verzierungskante. Ursprünglich bestanden die beiden verschieden im Klang abgestimmten Weckerschalen aus Stahl. Während des Zweiten Weltkrieges wurde der W 28 vereinzelt (ab Ende 1939) mit Aluminium-, später dann mit Glasglocken ausgeliefert, um Rohstoffe für die Rüstung einzusparen. Auch wurden teilweise Modelle mit nur noch einer Glockenschale hergestellt.

## Varianten und Farben
Es wurden Modelle mit und ohne Erdtaste hergestellt. Ferner gibt es diverse Sonderapparate auf Basis des W 28/Modell 26, beispielsweise für die Deutsche Reichsbahn. Eine elfenbeinfarbene (cremeweiße) Luxusausgabe wurde ebenfalls produziert, allerdings nur in kleiner Stückzahl – die Herstellung war mit größerem Aufwand verbunden und deshalb teurer. Die gleichzeitig produzierte Version zur Wandmontage weist ähnliche technische und optische Merkmale auf, war aber weniger verbreitet. Sie besitzt ein seitlich aufklappbares Gehäuse aus tiefgezogenem, schwarz lackierten Stahlblech mit Schlitzen seitlich und an der Unterseite bei den Glocken sowie eine stabile Gabel aus Zinkdruckguss. Im Gegensatz zum Tischmodell ist die Technik leichter zugänglich – die Bauteile sind auf der massiven Metallgrundplatte montiert.

## Sonstiges
Technik und Aussehen des W 28 erwiesen sich als bahnbrechend und wegweisend für die nächsten 20 Jahre. Er wurde in die Niederlande exportiert und teilweise auch in Österreich gebaut. Auch in Japan wurden Lizenzen gekauft, um den W 28 nachzubauen. Dieses Telefonmodell verhalf dem Fernsprecher – vorher eher in begüterten Haushalten, Ämtern/Behörden oder bei Geschäftsleuten zu finden – zu größerer Verbreitung. Allerdings vergingen noch Jahrzehnte, bis sich jeder private Haushalt ein Telefon leisten konnte. Erst ab 1963 fand das Telefon mit dem Fernsprech-Tischapparat 61 (der sog. Grauen Maus) auch in den bundesdeutschen Privathaushalten umfassende Verbreitung.

## Nachfolger und Nachkriegszeit
Der W 28 wurde ab 1940 und 1948 durch die technisch stark verbesserten und viel erfolgreicheren Nachfolgermodelle W 38 beziehungsweise W 48 langsam abgelöst, die beide aus dem Modell 36 hervorgegangen waren. Wegen der Materialknappheit wurden in der Zeit nach dem Krieg die noch nicht verbauten Teile von W 28, Modell 36 und W 38 aus den Kellern und Lagern geholt, um daraus wieder funktionsfähige Telefone herzustellen. Auf Originalität der verschiedenen Typen wurde dabei nicht geachtet – wichtig war, dass nach den Kriegswirren überhaupt wieder telefoniert werden konnte. Dabei entstand manche unorthodoxe Zusammenstellung. Diesem Zustand konnte auch der von SABA konstruierte W 46 nicht abhelfen, da zu wenige dieser Telefone produziert wurden. Erst das Modell W 48, welches etwa ab 1950 größere Verbreitung fand und zum neuen Standardfernsprecher der Deutschen Bundespost über viele Jahre wurde, konnte die Flickschusterei stoppen.

## Die Apparate heute
Heute ist der W 28/SA 28 (und insbesondere das Modell 26) zu einem beliebten Sammler- und Liebhaberobjekt geworden. Seine grazil-elegante Form wirkt immer noch ansprechend. Die Apparate funktionieren noch einwandfrei an analogen Hauptanschlüssen und Telefonanlagen, welche das traditionelle Impulswahlverfahren (IWV) unterstützen, ferner über impulswahlfähige Terminaladapter auch an ISDN. Wenn ein Telefon-Konverter von IWV und MFV angeschlossen wird, der im Handel gut erhältlich ist, können die Apparate selbst bei IP-basierter Telefonie, (Internet-Protokoll-Telefonie sowie Internettelefonie oder Voice over IP, kurz VoIP) zumeist einwandfrei funktionieren, wenn der Wandler zwischen Router/TAE-Telefonbuchse und dem Telefon angeschlossen wird. Durch den Einbau einer modernen Transistorsprechkapsel und Änderung der Gabelschaltung für die Rückhördämpfung lässt sich eine Sprachqualität erreichen, die dem heutigen Standard entspricht. Der Einbau eines Gehörschutzgleichrichters wird empfohlen, weil beim Betätigen der Gabel und beim Wählen mit den modernen dynamischen Hörkapseln für das Gehör schädlich laute Knackgeräusche entstehen können. Dieser besteht aus zwei antiparallel geschalteten Halbleiter-Dioden, welche parallel zur Hörkapsel geschaltet werden. Solche Gleichrichter wurden serienmäßig erstmals ab dem W 48 eingesetzt.